# Zeynal Naghdaliyev
 (février 2025).
Zeynal Naghdaliyev (en azéri: Zeynal Səfər oğlu Nağdəliyev; né le 5 novembre 1957 à Bakou) est un assistant du Président de la République d'Azerbaïdjan sur les questions territoriales et organisationnelles, chef de département, conseiller d'État du 1er degré, docteur en sciences historiques.

## Biographie
Zeynal Safar oglu Naghdaliyev est diplômé de l'école secondaire n° 20 de Bakou. Après avoir obtenu son diplôme du département d'histoire de l'Université d'État de Bakou en 1979, il commence à travailler comme enseignant au pensionnat n° 12 du district d'Azizbekov.
En février 1994, il entre au programme de doctorat à l'Institut de la jeunesse de Moscou. Depuis 2001 il est directeur exécutif du Congrès panrusse des Azerbaïdjanais. En 1992, il reçoit le grade académique de candidat en sciences historiques et en 2000 le grade académique de docteur en sciences historiques.
De 2003 à 2005, il a occupé le poste de chef de l'autorité exécutive de la ville de Lankaran.
Par décret du Président de la République d'Azerbaïdjan du 14 décembre 2005, il est nommé chef du département de travail avec l'administration régionale et les organes du gouvernement local de l'Administration du Président de la République d'Azerbaïdjan, et par décret du 29 novembre 2012, il est nommé chef adjoint de l'Administration du Président de la République d'Azerbaïdjan.
En juin 2012, il est décoré de l'Ordre du Mérite pour la Patrie, 2e classe.
En novembre 2017, par décret du chef de l'État Ilham Aliyev, Z. Naghdaliyev est décoré de l'Ordre de la Gloire.